# LaQuan Williams
(en) Statistiques sur pro-football-reference
LaQuan Williams, né le 27 juin 1988 à Baltimore, est un joueur américain de football américain.

## Biographie

### Enfance
Williams étudie à la Baltimore Plytechnic Institute et dispute trois saisons dans l'équipe de football américain dont deux comme quarterback et safety titulaire. Pour sa dernière année, il est nommé dans l'équipe de la ville de Baltimore au niveau lycéen comme defensive back dans une saison où il réalise trente-sept tacles et dix interceptions. Williams dispute également quatre saisons dans l'équipe de basket-ball, où il évolue comme arrière, marquant vingt points par match.

### Carrière

#### Université
Suscitant l’intérêt des Cavaliers de la Virginie, Hokies de Virginia Tech et Dukes de James Madison, il choisit les Terrapins du Maryland. Après une année comme redshirt, il joue les dix premiers matchs de la saison comme receveur, étant nommé dans l'équipe des freshman de l'Atlantic Coast Conference, avant d'être mis sur la touche du fait d'une blessure. Williams dispute très peu de matchs du fait de la saison 2008 après une blessure au pied avant d'être de plus en plus présent dans la rotation des receveurs  et dans l'escouade spéciale. Avec les Terrapins, il joue tente-huit matchs dont douze comme titulaire. 

#### Professionnel
LaQuan Williams n'est sélectionné par aucune équipe lors de la draft 2011 de la NFL. Il signe avec les Ravens de Baltimore et dispute vingt-trois rencontres avec les Ravens, réalisant quatre réceptions comme receveur et neuf tacles dans l'équipe spéciale. Lors de la dernière semaine de la saison régulière 2012, il est envoyé à l'infirmerie après une blessure à l'ischio-jambier et ne participe pas à la victoire au Super Bowl XLVII.
Non conservé avant le début de la saison 2013, Williams se retrouve libre et s'engage avec les Patriots de la Nouvelle-Angleterre mais n'y reste que dix jours sans jouer le moindre match. En avril 2014, le receveur revient à Baltimore pour aider l'escouade spéciale mais est libéré durant la pré-saison 2014,. Williams est rappelé en équipe d'entraînement au début du mois de décembre 2014 et reste une semaine avant d'être coupé.
Membre de l'équipe d'entraînement des Roughriders de la Saskatchewan en Ligue canadienne de football en 2015, il se dirige ensuite vers l'Arena Football League où il joue avec les Kiss de Los Angeles et la Brigade de Baltimore. 